# Laplacetransformation
 Denne artikel bør gennemlæses af en person med fagkendskab for at sikre den faglige korrekthed.

Laplacetransformation er i matematikken en transformation af en funktion til en anden funktion ved hjælp af en operator. Laplacetransformationer bruges meget i fysik og teknik til at løse differentialligninger og integralligninger. Det vigtigste anvendelsesområde er løsning af lineære differentialligninger med konstante koefficienter. Transformationen vil ofte reducere ligningerne til rene algebraiske problemer som kan løses med elementær regning med komplekse tal.
Laplacetransformation er relateret til Fouriertransformationer, men hvor Fourier indeholder en funktion eller et signal i form af vibrationer, benytter Laplace sig af en funktion i momentet.

## Historie
Laplacetransformation er opkaldt efter den franske matematiker og astronom Pierre-Simon Laplace (1749–1827), som undersøgte intergralet som bruges i laplacetransformationer første gang i 1782. Selve Laplacetransformationen blev udviklet af englænderen Oliver Heaviside (1850–1925).
I 1744 fandt Leonhard Euler integraler i form af:
{\displaystyle \int X(x)e^{-ax}a^{x}\,dx,}

## Definition
Den Laplace-transformerede funktion F(s) af funktionen f(t), som skal være defineret for alle reelle tal t>=0, er
{\displaystyle F(s)={\mathcal {L}}\left\{f(t)\right\}=\int _{0}^{\infty }e^{-st}f(t)\,dt.}
hvor dette integrale er konvergent..
Det vil sige at funktionen f(t) transformeres over i anden funktion F(s) af en ny variabel s. s er generelt et kompleks tal, men for simple anvendelser af Laplaceformationen er det ofte tilstrækkeligt kun at betragte reelle værdier af s.
Operatoren L som fører en funktion over til dens Laplacetransformerede funktion, kaldes Laplacetransformationen.

## Funktioner som kan Laplacetransformeres
En tilstrækkelig, men ikke nødvendig betingelse for at en funktion f(t) kan Laplace-transformeres er:
1. f(t) skal være stykkevis kontinuert i ethvert endeligt interval i området t≥0, og
2. f(t) skal være eksponentielt begrænset eller af eksponentiel orden, dvs. |f(t)| ≤ Meαt, hvor M og α er vilkårlige konstanter.[8][9]

De fleste funktioner af interesse kan Laplacetransformeres. Blandt undtagelserne er 1/t, 1/t², 1/t³, ..., tan t, cot t, som ikke opfylder betingelse 1) om stykkevis kontinuitet idet de alle har lodrette asymptoter.